# Stadion KS Czarni w Radomiu
Stadion KS Czarni – historyczny obiekt piłkarzy Czarnych Radom, wybudowany na początku lat 20. XX wieku przez 72 Pułk Piechoty.
W 1920 roku przybył do Radomia 72 Pułk Piechoty. Kilka miesięcy później z jego inicjatywy rozpoczęto prace nad budową placu sportowego położonego przy ul. Kozienickiej (obecnie ul. Struga), w tym boiska piłkarskiego. W tempie przyspieszonym zakończono budowę wojskowych obiektów. Obok boiska piłkarskiego okolonego bieżnią powstały również: skocznia lekkoatletyczna i korty tenisowe.
W 1924 roku (awansem za 1925) i 1926 Czarni Radom rozgrywali na nim mecze w ramach rozgrywek warszawskiej klasy A. W latach 1976–1989 przez sześć sezonów miały miejsce na nim spotkania o mistrzostwo III ligi. Mógł pomieścić do blisko 10.000 widzów. Na samym początku XXI wieku został zlikwidowany.